# サン・ジョヴァンニ・ロトンド
サン・ジョヴァンニ・ロトンド（イタリア語: San Giovanni Rotondo）は、イタリア共和国プ―リア州（プッリャ州とも表記）フォッジャ県にある、人口約27,000人の基礎自治体（コムーネ）。

## 地理

### 位置・広がり

#### 隣接コムーネ
隣接するコムーネは以下の通り。
- フォッジャ
- マンフレドーニア
- モンテ・サンタンジェロ
- サン・マルコ・イン・ラーミス

## 観光
カトリック教会のカプチン会の司祭であったピオ神父（Padre Pio da Pietrelcina, または、カトリック教会から聖人として認定を受け聖ピオ、San Pio da Pietrelcinaとも）の町としても知られ、世界中から巡礼者（年間およそ130万人）、一般の観光客（年間およそ80万人）が訪れる。市内には、多くの教会建築があり観光の見どころにもなっている。
また、サン・ジョヴァンニ・ロトンド市はモンテ・サンタンジェロとともに、ガルガーノ国立公園（Parco Nazionale di Gargano）の一部を構成しており、都会の喧騒から離れ美しい自然を楽しむことができる。

## 経済
農業が盛ん。1900年代中ごろまでは、市の経済は農業で成り立っていたが、1956年5月にCasa Sollievo della Sofferenza（和訳：苦しみの緩和の家）というイタリア有数の大型の病院ができ、また、宗教巡礼者や一般観光客の増加により、現在は95％が第三次産業によるものである。
また、プーリア州全体として農業が盛んな地域であり、オリーブ農園やワイン農家のほか、トマト栽培が有名な地域としても知られている。

## その他
2013年7月28日、同地のピオ神父巡礼教会を訪れた人々の乗ったバスが、ナポリ近郊で転落する事故が発生した。